# دانيلو بيريس
دانيلو بيريس (بالبرتغالية: Danilo Pires‏) (21 مارس 1992 بساو لويز في البرازيل - ) هو لاعب كرة قدم برازيلي في مركز الوسط. لعب مع أتلتيكو مينييرو وريفر بليت ونادي كورينثيانس ألاغوانو والنادي الرياضي المركزي وSport Club Santa Rita ‏ ونادي سانتا كروز وClube Sociedade Esportiva ‏.

## روابط خارجية
- دانيلو بيريس على موقع قاعدة بيانات كرة القدم.إي يو (الإنجليزية)
- دانيلو بيريس على موقع Soccerway.com (الإنجليزية)
- دانيلو بيريس على موقع AS.com (الإسبانية)